# المتحف الجديد
المتحف الجديد للفن المعاصر، أنشأته مارسيا تاكر في عام 1977 وهو متحف في مدينة نيويورك يقع في 235 باوري، على الجانب الشرقي السفلي من مانهاتن.

## تاريخ
تم افتتاح المتحف في الأصل علی أرض مركز الدراسات العليا بالمدرسة الجديدة للبحوث الاجتماعية التي كانت تسمى آنذاك في 65 الشارع الخامس. بقي المتحف الجديد هناك حتى عام 1983، عندما تم تأجيره ونقله إلى أول طابقين ونصف من مبنى أستور في 583 برودواي في حي سوهو.

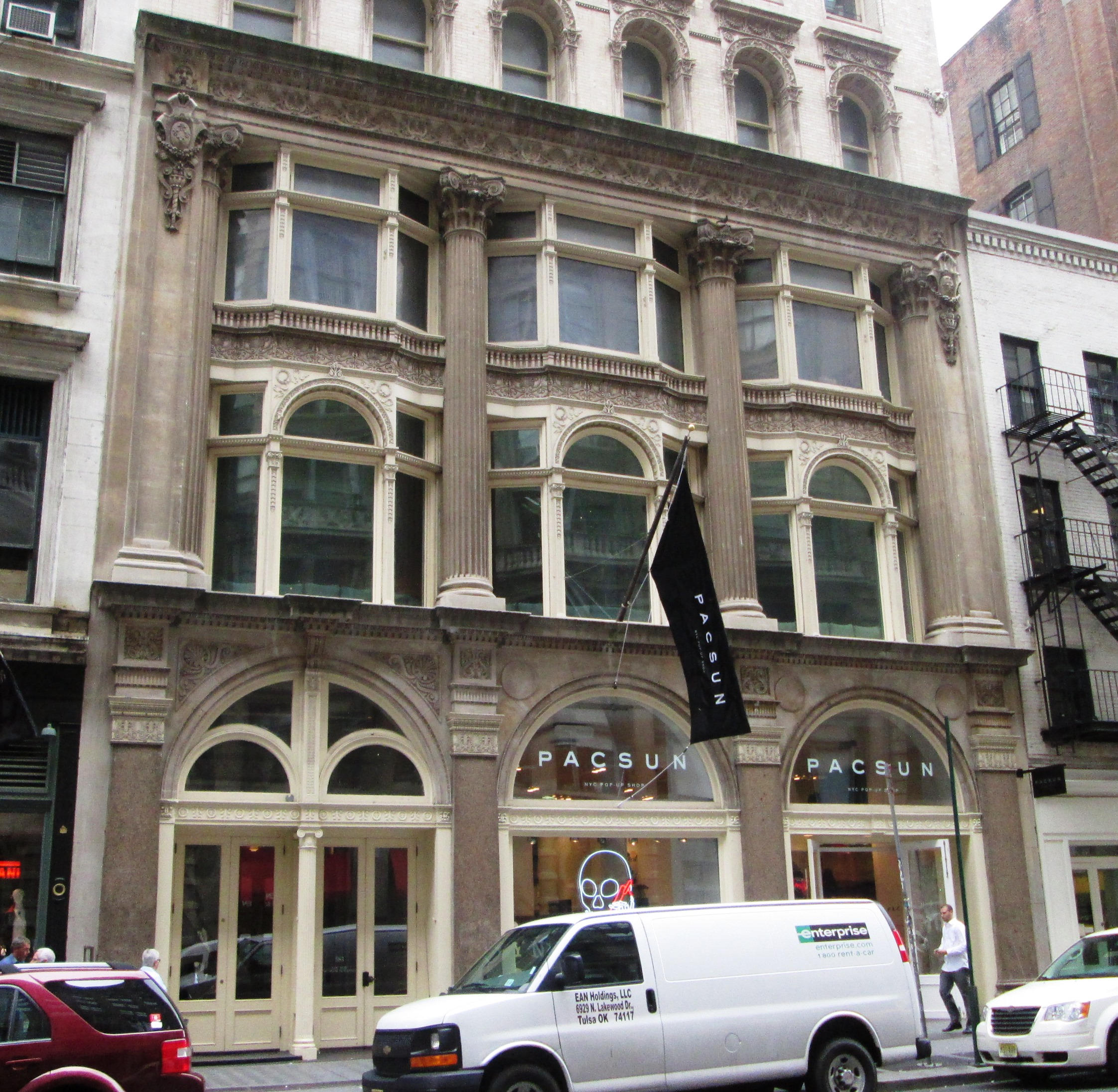
583 برودواي

في عام 1999، خلفت مارسيا تاكر في منصب المدير ليزا فيليبس، أمينة الفن المعاصر سابقا في متحف ويتني للفن الأمريكي. في عام 2001، استأجر المتحف مساحة قدرها 7000 قدم مربع في الطابق الأول من متحف تشيلسي للفنون في شارع 22 غربي لمدة عام.

## إدارة

### التمويل

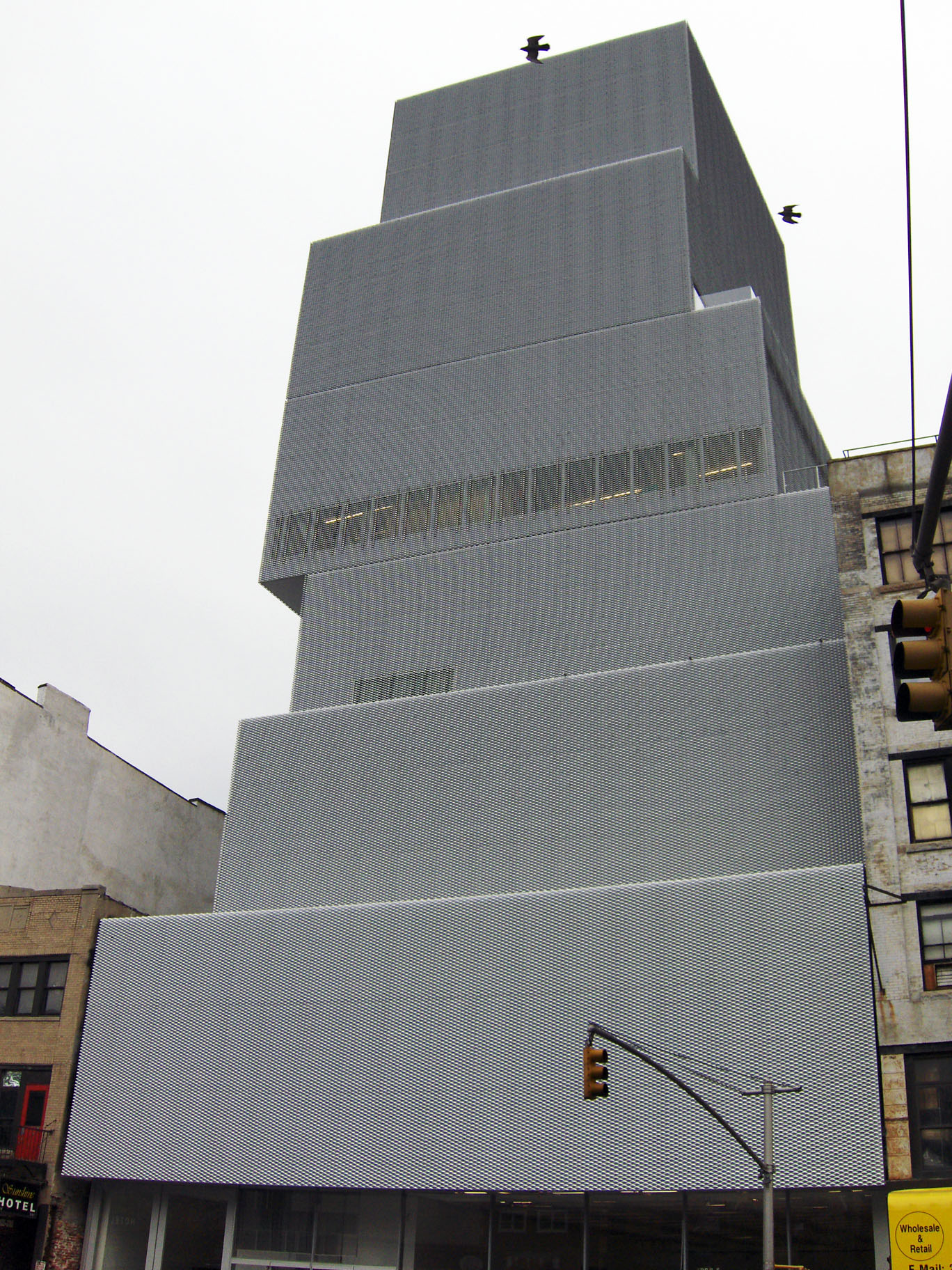
المتحف الجديد للفن المعاصر - منظر أمامي

في عام 2002، باع المتحف الجديد منزله السابق في سوهو مقابل 18 مليون دولار. ثم اشترى موقع باوري الجديد مقابل 5 ملايين دولار. ولتغطية المبنى والوقف جمع حوالي 64 مليون دولار.

### مجلس الأمناء
منذ توليها منصبها، قامت المديرة ليزا فيليبس بزيادة عدد اعضاء مجلس الإدارة من 18 إلى 42 عضوًا. اعتبارًا من عام 2015، تضم المجموعة القيمين ماجا هوفمان وداكيس جوانو ويوجينيو لوبيز ألونسو، من بين آخرين.

## أنظر أيضًا
- قائمة المتاحف والمؤسسات الثقافية في مدينة نيويورك

## وصلات خارجية
- الموقع الرسمي
- Bowery Artist Tribute
- New Museum Union
- IdeasCity
- The New Museum of Contemporary Art: a case study on Constructalia